# Хлорид самария(III)
Хлорид самария(III) — бинарное неорганическое соединение, соль металла самария и соляной кислоты с формулой SmCl3, жёлтые кристаллы, растворимые в воде, образует кристаллогидрат.

## Получение
- Действие хлора на металлический самарий:

{\displaystyle {\mathsf {2Sm+3Cl_{2}\ {\xrightarrow {300^{o}C}}\ 2SmCl_{3}}}}
- Реакция соляной кислоты с металлическим самарием, оксидом, гидроксидом или сульфидом самария:

{\displaystyle {\mathsf {2Sm+6HCl\ {\xrightarrow {}}\ 2SmCl_{3}+3H_{2}\uparrow }}}
{\displaystyle {\mathsf {Sm_{2}O_{3}+6HCl\ {\xrightarrow {}}\ 2SmCl_{3}+3H_{2}O}}}
{\displaystyle {\mathsf {Sm(OH)_{3}+3HCl\ {\xrightarrow {}}\ SmCl_{3}+3H_{2}O}}}
{\displaystyle {\mathsf {Sm_{2}S_{3}+6HCl\ {\xrightarrow {}}\ 2SmCl_{3}+3H_{2}S\uparrow }}}
- Реакция оксида самария(III) с пара́ми четырёххлористого углерода:

{\displaystyle {\mathsf {2Sm_{2}O_{3}+3CCl_{4}\ \xrightarrow {500-700^{o}C} \ 4SmCl_{3}+3CO_{2}\uparrow }}}
- Реакция хлорида самария(II) с соляной кислоты:

{\displaystyle {\mathsf {2SmCl_{2}+2HCl\ {\xrightarrow {}}\ 2SmCl_{3}+H_{2}}}}
- Разложение хлорида самария(II) при нагревании в вакууме:

{\displaystyle {\mathsf {3SmCl_{2}\ {\xrightarrow {1000^{o}C,vacuum}}\ 2SmCl_{3}+Sm}}}

## Физические свойства
Хлорид самария(III) образует жёлтые кристаллы гексагональной сингонии, пространственная группа P 63/m, параметры ячейки a = 0,7378 нм, c = 0,4171 нм, Z = 2.
Хорошо растворяется в воде, этаноле, пиридине. 
Образует кристаллогидраты состава SmCl3•6H2O.

## Химические свойства
- Безводную соль получают сушкой кристаллогидрата в вакууме:

{\displaystyle {\mathsf {SmCl_{3}\cdot 6H_{2}O\ {\xrightarrow {110^{o}C,NH_{4}Cl}}\ SmCl_{3}+6H_{2}O}}}
- При нагревании разлагается:

{\displaystyle {\mathsf {2SmCl_{3}\ {\xrightarrow {1300^{o}C}}\ 2SmCl_{2}+Cl_{2}}}}
- Реагирует с щелочами:

{\displaystyle {\mathsf {SmCl_{3}+3NaOH\ {\xrightarrow {}}\ Sm(OH)_{3}+3NaCl}}}
- Восстанавливается водородом или самарием:

{\displaystyle {\mathsf {2SmCl_{3}+H_{2}\ {\xrightarrow {400^{o}C}}\ 2SmCl_{2}+2HCl}}}
{\displaystyle {\mathsf {2SmCl_{3}+Sm\ {\xrightarrow {800^{o}C,Ar}}\ 3SmCl_{2}}}}
- Вступает в обменные реакции:

{\displaystyle {\mathsf {SmCl_{3}+3HF\ {\xrightarrow {}}\ SmF_{3}\downarrow +3HCl}}}